# Lemma di Gronwall
Nell'analisi matematica, il lemma di Grönwall (o disuguaglianza di Grönwall) permette di limitare una funzione che soddisfa una certa disuguaglianza differenziale o integrale con la soluzione della corrispondente equazione differenziale o integrale. Ci sono due forme del lemma, una forma differenziale e una integrale. Per quest'ultimo esistono diverse varianti.
Il lemma di Grönwall è uno strumento importante per ottenere varie stime nella teoria delle equazioni differenziali ordinarie e stocastiche. In particolare, fornisce un teorema del confronto che può essere usato per dimostrare l'unicità di una soluzione al problema di Cauchy; vedere il teorema di Picard–Lindelöf.
Il suo nome deriva da Thomas Hakon Grönwall (1877–1932). Grönwall è la grafia svedese del suo nome, ma dopo essere emigrato negli Stati Uniti firmerà le pubblicazioni scientifiche come Gronwall.
La forma differenziale della disuguaglianza fu provata da Grönwall nel 1919.
La forma integrale fu invece dimostrata da Richard Bellman nel 1943 (per questo motivo la disuguaglianza viene chiamata anche di Grönwall–Bellman).
Una generalizzazione non lineare del lemma è conosciuta come la disuguaglianza di Bihari–LaSalle. Altre varianti e generalizzazioni possono essere trovate in Pachpatte, B.G. (1998).

## Forma differenziale
Sia {\displaystyle I} un intervallo della retta reale nella forma {\displaystyle [a,+\infty )} o {\displaystyle [a,b]} o {\displaystyle [a,b)} con {\displaystyle a<b}. Siano inoltre {\displaystyle \beta } e {\displaystyle u} funzioni continue a valori reali definite su {\displaystyle I}. Se {\displaystyle u} è derivabile nella parte interna {\displaystyle I^{o}} di {\displaystyle I} (l'intervallo {\displaystyle I} senza gli estremi) e soddisfa la disuguaglianza differenziale
{\displaystyle u'(t)\leq \beta (t)\,u(t),\qquad t\in I^{\circ },}
allora {\displaystyle u} è limitata dalla soluzione della corrispondente equazione differenziale {\displaystyle y'(t)=\beta (t)y(t)}:
{\displaystyle u(t)\leq u(a)\exp {\biggl (}\int _{a}^{t}\beta (s)\,\mathrm {d} s{\biggr )}}
per ogni {\displaystyle t\in I}.
Osservazione: Non ci sono ipotesi sul segno delle funzioni {\displaystyle \beta } e {\displaystyle u}.

### Dimostrazione
Si definisce la funzione
{\displaystyle v(t)=\exp {\biggl (}\int _{a}^{t}\beta (s)\,\mathrm {d} s{\biggr )},\qquad t\in I.}
Si nota che {\displaystyle v} soddisfa
{\displaystyle v'(t)=\beta (t)\,v(t),\qquad t\in I^{\circ },}
con {\displaystyle v(a)=1} e {\displaystyle v(t)>0} per ogni {\displaystyle t\in I}. Per la regola del quoziente
{\displaystyle {\frac {d}{dt}}{\frac {u(t)}{v(t)}}={\frac {u'(t)\,v(t)-v'(t)\,u(t)}{v^{2}(t)}}={\frac {u'(t)\,v(t)-\beta (t)\,v(t)\,u(t)}{v^{2}(t)}}\leq 0,\qquad t\in I^{\circ },}
Perciò la derivata della funzione {\displaystyle u(t)/v(t)} è non positiva e quindi la funzione è decrescente e limitata superiormente dal suo valore nell'estremo sinistro {\displaystyle a} dell'intervallo {\displaystyle I}:
{\displaystyle {\frac {u(t)}{v(t)}}\leq {\frac {u(a)}{v(a)}}=u(a),\qquad t\in I,}
che è la disuguaglianza di Grönwall.

## Forma integrale per funzioni continue
Sia {\displaystyle I} un intervallo della retta reale nella forma {\displaystyle [a,+\infty )} o {\displaystyle [a,b]} o {\displaystyle [a,b)} con {\displaystyle a<b}. Siano inoltre {\displaystyle \alpha },{\displaystyle \beta } e {\displaystyle u} funzioni a valori reali definite su {\displaystyle I}. Si assuma che {\displaystyle \beta } e {\displaystyle u} siano continue e che la parte negativa di {\displaystyle \alpha } sia integrabile in ogni sottointervallo chiuso e limitato di {\displaystyle I}.
- (a) Se {\displaystyle \beta } è non negativa e se {\displaystyle u} soddisfa la seguente disuguaglianza integrale

{\displaystyle u(t)\leq \alpha (t)+\int _{a}^{t}\beta (s)u(s)\,\mathrm {d} s,\qquad \forall t\in I,}
allora
{\displaystyle u(t)\leq \alpha (t)+\int _{a}^{t}\alpha (s)\beta (s)\exp {\biggl (}\int _{s}^{t}\beta (r)\,\mathrm {d} r{\biggr )}\mathrm {d} s,\qquad t\in I.}
- (b) Se, inoltre, la funzione {\displaystyle \alpha } è non decrescente, allora

{\displaystyle u(t)\leq \alpha (t)\exp {\biggl (}\int _{a}^{t}\beta (s)\,\mathrm {d} s{\biggr )},\qquad t\in I.}
Osservazioni:
- Non ci sono ipotesi sul segno di {\displaystyle \alpha } e {\displaystyle u}.
- Comparata alla forma differenziale, la derivabilità di {\displaystyle u} non è richiesta nella forma integrale.
- Per una versione del lemma di Grönwall che non richieda la continuità di {\displaystyle \beta } e {\displaystyle u}, vedere la sezione successiva.

### Dimostrazione
(a) Si definisce
{\displaystyle v(s)=\exp {\biggl (}{-}\int _{a}^{s}\beta (r)\,\mathrm {d} r{\biggr )}\int _{a}^{s}\beta (r)u(r)\,\mathrm {d} r,\qquad s\in I.}
Usando la regola del prodotto, la regola della catena, la derivata della funzione esponenziale e il Teorema fondamentale del calcolo integrale, si ottiene per la derivata
{\displaystyle v'(s)={\biggl (}\underbrace {u(s)-\int _{a}^{s}\beta (r)u(r)\,\mathrm {d} r} _{\leq \,\alpha (s)}{\biggr )}\beta (s)\exp {\biggl (}{-}\int _{a}^{s}\beta (r)\mathrm {d} r{\biggr )},\qquad s\in I,}
dove si è usata la disuguaglianza integrale nell'ipotesi. Dato che {\displaystyle \beta } e l'esponenziale sono non negativi, questo dà una stima superiore per la derivata di {\displaystyle v}. Siccome {\displaystyle v(a)=0}, dall'integrazione di questa disuguaglianza da {\displaystyle a} a {\displaystyle t} si ricava
{\displaystyle v(t)\leq \int _{a}^{t}\alpha (s)\beta (s)\exp {\biggl (}{-}\int _{a}^{s}\beta (r)\,\mathrm {d} r{\biggr )}\mathrm {d} s.}
Usando la definizione di {\displaystyle v(t)} dal passo precedente, insieme alla equazione funzionale dell'esponenziale,  si ottiene
{\displaystyle {\begin{aligned}\int _{a}^{t}\beta (s)u(s)\,\mathrm {d} s&=\exp {\biggl (}\int _{a}^{t}\beta (r)\,\mathrm {d} r{\biggr )}v(t)\\&\leq \int _{a}^{t}\alpha (s)\beta (s)\exp {\biggl (}\underbrace {\int _{a}^{t}\beta (r)\,\mathrm {d} r-\int _{a}^{s}\beta (r)\,\mathrm {d} r} _{=\,\int _{s}^{t}\beta (r)\,\mathrm {d} r}{\biggr )}\mathrm {d} s.\end{aligned}}}
Sostituendo nella disuguaglianza integrale assunta nelle ipotesi si ha la disuguaglianza cercata.
(b) Se la funzione {\displaystyle \alpha } è non decrescente, allora dalla parte (a), il fatto {\displaystyle \alpha (s)\leq \alpha (t)}, e il teorema fondamentale del calcolo implica che
{\displaystyle {\begin{aligned}u(t)&\leq \alpha (t)+{\biggl (}{-}\alpha (t)\exp {\biggl (}\int _{s}^{t}\beta (r)\,\mathrm {d} r{\biggr )}{\biggr )}{\biggr |}_{s=a}^{s=t}\\&=\alpha (t)\exp {\biggl (}\int _{a}^{t}\beta (r)\,\mathrm {d} r{\biggr )},\qquad t\in I.\end{aligned}}}

## Forma integrale per misure localmente finite
Sia {\displaystyle I} un intervallo della retta reale nella forma {\displaystyle [a,+\infty )} o {\displaystyle [a,b]} o {\displaystyle [a,b)} con {\displaystyle a<b}. Siano {\displaystyle \alpha } e {\displaystyle u} funzioni misurabili definite su {\displaystyle I} e sia {\displaystyle \mu } una misura non negativa definita sulla σ-algebra di Borel di {\displaystyle I} che soddisfa {\displaystyle \mu ([a,t])<\infty } per ogni {\displaystyle t\in I} (questo è certamente soddisfatto quando {\displaystyle \mu } è una misura localmente finita). Si assuma che {\displaystyle u} sia integrabile rispetto a {\displaystyle \mu } nel senso che
{\displaystyle \int _{[a,t)}|u(s)|\,\mu (\mathrm {d} s)<\infty ,\qquad t\in I,}
e che soddisfa la disuguaglianza integrale
{\displaystyle u(t)\leq \alpha (t)+\int _{[a,t)}u(s)\,\mu (\mathrm {d} s),\qquad t\in I.}
Se, inoltre,
- la funzione {\displaystyle \alpha } è non negativa o
- la funzione {\displaystyle t\mapsto \mu ([a,t])} è continua per {\displaystyle t\in I} } e la funzione {\displaystyle \alpha } è integrabile rispetto a {\displaystyle \mu } nel senso che

{\displaystyle \int _{[a,t)}|\alpha (s)|\,\mu (\mathrm {d} s)<\infty ,\qquad t\in I,}
allora {\displaystyle u} soddisfa la seguente disuguaglianza
{\displaystyle u(t)\leq \alpha (t)+\int _{[a,t)}\alpha (s)\exp {\bigl (}\mu (I_{s,t}){\bigr )}\,\mu (\mathrm {d} s)}
per ogni {\displaystyle t\in I}, dove {\displaystyle I_{s,t}} indica l'intervallo aperto {\displaystyle (s,t)}.

### Osservazioni
- Non ci sono ipotesi sulla continuità di {\displaystyle \alpha } e {\displaystyle u}.
- Il valore infinito è permesso nell'integrale della disuguaglianza.
- Se {\displaystyle \alpha } è la funzione zero e {\displaystyle u} è non negativo, allora la disuguaglianza di Grönwall implica che {\displaystyle u} è anch'essa la funzione zero.
- L'integrabilità di {\displaystyle u} rispetto a {\displaystyle \mu } è essenziale per l'enunciato. Per un controesempio, sia {\displaystyle \mu } la misura di Lebesgue sull'intervallo unitario {\displaystyle [0,1]}, con {\displaystyle u(0)=0},{\displaystyle u(t)=1/t} per {\displaystyle t\in (0,1]} e {\displaystyle \alpha } la funzione zero.
- La versione data nel testo di S. Ethier and T. Kurtz.[4] richiede le ipotesi più forti che {\displaystyle \alpha } sia una costante non negativa e {\displaystyle u} sia limitata su intervalli limitati, ma non assume che {\displaystyle \mu } sia localmente finita. Comparato a quella data successivamente, la loro dimostrazione non discute il comportamento di {\displaystyle R_{n}(t)}.

### Casi speciali
- Se la misura {\displaystyle \mu } ha una densità {\displaystyle \beta } rispetto alla misura di Lebesgue, allora il lemma di Grönwall può essere riscritto come

{\displaystyle u(t)\leq \alpha (t)+\int _{a}^{t}\alpha (s)\beta (s)\exp {\biggl (}\int _{s}^{t}\beta (r)\,\mathrm {d} r{\biggr )}\,\mathrm {d} s,\qquad t\in I.}
- Se la funzione {\displaystyle \alpha } è non negativa e la densità {\displaystyle \beta } di {\displaystyle \mu } è limitata da una costante {\displaystyle c}, allora

{\displaystyle u(t)\leq \alpha (t)+c\int _{a}^{t}\alpha (s)\exp {\bigl (}c(t-s){\bigr )}\,\mathrm {d} s,\qquad t\in I.}
- Se, in aggiunta, la funzione non negativa {\displaystyle \alpha } è non decrescente, allora

{\displaystyle u(t)\leq \alpha (t)+c\alpha (t)\int _{a}^{t}\exp {\bigl (}c(t-s){\bigr )}\,\mathrm {d} s=\alpha (t)\exp(c(t-a)),\qquad t\in I.}

### Schema della dimostrazione
La dimostrazione è divisa in tre passi. Un'idea è di sostituire {\displaystyle n} volte la disuguaglianza integrale in se stessa. Questo è fatto nella Affermazione 1 per induzione matematica. In Affermazione 2 si riscrive la misura del simplesso in una forma conveniente, usando l'invarianza sotto permutazioni delle misure prodotto. Nell'ultima parte, si prende {\displaystyle n\to \infty } per derivare la variante desiderata della disuguaglianza di Grönwall.

### Dimostrazione dettagliata

#### Parte 1: iterare la disuguaglianza
Per ogni numero naturale {\displaystyle n} incluso lo zero,
{\displaystyle u(t)\leq \alpha (t)+\int _{[a,t)}\alpha (s)\sum _{k=0}^{n-1}\mu ^{\otimes k}(A_{k}(s,t))\,\mu (\mathrm {d} s)+R_{n}(t)\qquad (1)}
con resto
{\displaystyle R_{n}(t):=\int _{[a,t)}u(s)\mu ^{\otimes n}(A_{n}(s,t))\,\mu (\mathrm {d} s),\qquad t\in I,}
dove
{\displaystyle A_{n}(s,t)=\{(s_{1},\ldots ,s_{n})\in I_{s,t}^{n}\mid s_{1}<s_{2}<\cdots <s_{n}\},\qquad n\geq 1,}
è un simplesso {\displaystyle n}-dimensionale e
{\displaystyle \mu ^{\otimes 0}(A_{0}(s,t)):=1.}
Dimostrazione della prima parte:
Si usa l'induzione matematica. Per {\displaystyle n=0} è la disuguaglianza integrale nelle ipotesi, perché la somma vuota è definita come zero.
Passo induttivo da {\displaystyle n} a {\displaystyle n+1}:
Inserendo la disuguaglianza per {\displaystyle u} assunta per ipotesi nel resto si ha
{\displaystyle R_{n}(t)\leq \int _{[a,t)}\alpha (s)\mu ^{\otimes n}(A_{n}(s,t))\,\mu (\mathrm {d} s)+{\tilde {R}}_{n}(t)}
con
{\displaystyle {\tilde {R}}_{n}(t):=\int _{[a,t)}{\biggl (}\int _{[a,q)}u(s)\,\mu (\mathrm {d} s){\biggr )}\mu ^{\otimes n}(A_{n}(q,t))\,\mu (\mathrm {d} q),\qquad t\in I.}
Usando il teorema di Fubini per scambiare i due integrali, si ottiene
{\displaystyle {\tilde {R}}_{n}(t)=\int _{[a,t)}u(s)\underbrace {\int _{(s,t)}\mu ^{\otimes n}(A_{n}(q,t))\,\mu (\mathrm {d} q)} _{=\,\mu ^{\otimes n+1}(A_{n+1}(s,t))}\,\mu (\mathrm {d} s)=R_{n+1}(t),\qquad t\in I.}
Quindi la disuguaglianza è dimostrata per {\displaystyle n+1}.

#### Parte 2: Misura del simplesso
Per ogni numero naturale {\displaystyle n} incluso lo zero e tutti i {\displaystyle s<t} in {\displaystyle I}
{\displaystyle \mu ^{\otimes n}(A_{n}(s,t))\leq {\frac {{\bigl (}\mu (I_{s,t}){\bigr )}^{n}}{n!}}\qquad (2)}
con l'uguaglianza nel caso in cui {\displaystyle t\mapsto \mu ([a,t])} è continua per {\displaystyle t\in I}.
Dimostrazione della seconda parte:
Per {\displaystyle n=0}, l'enunciato è vero per definizione. Dunque, si considererà {\displaystyle n\geq 1}.
Sia {\displaystyle S_{n}} l'insieme di tutte le permutazioni degli indici in {\displaystyle \{1,2,\ldots ,n\}}. Per ogni permutazione {\displaystyle \sigma \in S_{n}} si definisce
{\displaystyle A_{n,\sigma }(s,t)=\{(s_{1},\ldots ,s_{n})\in I_{s,t}^{n}\mid s_{\sigma (1)}<s_{\sigma (2)}<\cdots <s_{\sigma (n)}\}.}
Questi insiemi sono disgiunti per differenti permutazioni e
{\displaystyle \bigcup _{\sigma \in S_{n}}A_{n,\sigma }(s,t)\subset I_{s,t}^{n}.}
Pertanto,
{\displaystyle \sum _{\sigma \in S_{n}}\mu ^{\otimes n}(A_{n,\sigma }(s,t))\leq \mu ^{\otimes n}{\bigl (}I_{s,t}^{n}{\bigr )}={\bigl (}\mu (I_{s,t}){\bigr )}^{n}.}
Dal momento che essi hanno la stessa misura rispetto a {\displaystyle n}-prodotti di {\displaystyle \mu }, e poiché ci sono {\displaystyle n!} permutazioni in {\displaystyle s_{n}}, la disuguaglianza desiderata segue di conseguenza.
Si assuma ora che {\displaystyle t\mapsto \mu ([a,t])} sia continua per {\displaystyle t\in I}. Allora, per differenti indici {\displaystyle i,j\in \{1,2,\ldots ,n\}}, l'insieme
{\displaystyle \{(s_{1},\ldots ,s_{n})\in I_{s,t}^{n}\mid s_{i}=s_{j}\}}
è contenuto in un iperpiano, quindi dall'applicazione del teorema di Fubini la sua misura rispetto ad {\displaystyle n} prodotti della misura è zero. Poiché
{\displaystyle I_{s,t}^{n}\subset \bigcup _{\sigma \in S_{n}}A_{n,\sigma }(s,t)\cup \bigcup _{1\leq i<j\leq n}\{(s_{1},\ldots ,s_{n})\in I_{s,t}^{n}\mid s_{i}=s_{j}\},}
l'uguaglianza è dimostrata e la (2) segue di conseguenza.

#### Dimostrazione del Lemma di Grönwall
Per ogni numero naturale {\displaystyle n}, (2) implica per il resto della (1) che
{\displaystyle |R_{n}(t)|\leq {\frac {{\bigl (}\mu (I_{a,t}){\bigr )}^{n}}{n!}}\int _{[a,t)}|u(s)|\,\mu (\mathrm {d} s),\qquad t\in I.}
Per ipotesi si ha {\displaystyle \mu (I_{a,t})<\infty }. Ne segue che l'assunzione dell'integrabilità di {\displaystyle u} implica che 
{\displaystyle \lim _{n\to \infty }R_{n}(t)=0,\qquad t\in I.}
La seconda parte e la rappresentazione in serie della funzione esponenziale implica la stima
{\displaystyle \sum _{k=0}^{n-1}\mu ^{\otimes k}(A_{k}(s,t))\leq \sum _{k=0}^{n-1}{\frac {{\bigl (}\mu (I_{s,t}){\bigr )}^{k}}{k!}}\leq \exp {\bigl (}\mu (I_{s,t}){\bigr )}}
{\displaystyle s<t} in {\displaystyle I}. Se la funzione {\displaystyle \alpha } è non negativa, allora è sufficiente inserire questi risultati nella (1) per derivare la variante della disuguaglianza di Grönwall ottenuta sopra per la funzione {\displaystyle u}.
Se {\displaystyle t\mapsto \mu ([a,t])} sia continua per {\displaystyle t\in I} è continua per {\displaystyle t\in I}, dalla (1) si ricava
{\displaystyle \sum _{k=0}^{n-1}\mu ^{\otimes k}(A_{k}(s,t))=\sum _{k=0}^{n-1}{\frac {{\bigl (}\mu (I_{s,t}){\bigr )}^{k}}{k!}}\to \exp {\bigl (}\mu (I_{s,t}){\bigr )}\qquad {\text{con }}n\to \infty }
e l'integrabilità della funzione {\displaystyle \alpha } permette di usare il teorema della convergenza dominata per concludere la dimostrazione dell'enunciato.